# Kosivka, Berezivka
Kosivka (în ucraineană Косівка) este un sat în comuna Berezivka din raionul Berezivka, regiunea Odesa, Ucraina.

## Demografie
Componența lingvistică a localității Kosivka
     Ucraineană (90,32%)
     Rusă (1,08%)
     Belarusă (1,08%)
Conform recensământului din 2001, majoritatea populației localității Kosivka era vorbitoare de ucraineană (90,32%), existând în minoritate și vorbitori de armeană (7,53%), rusă (1,08%) și belarusă (1,08%).